# Joseph C. O’Mahoney

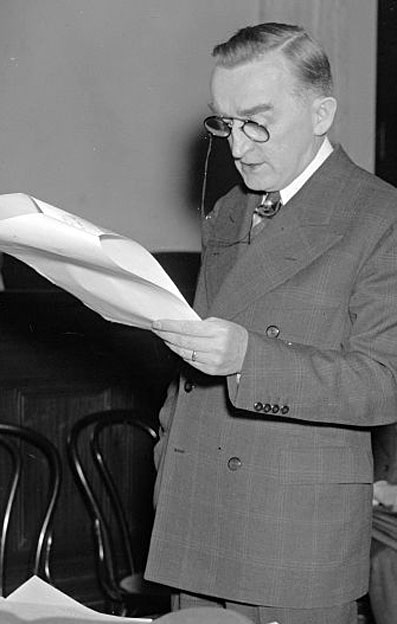
Joseph C. O’Mahoney (1939)

Joseph Christopher O’Mahoney (* 5. November 1884 in Chelsea, Suffolk County, Massachusetts; † 1. Dezember 1962 in Bethesda, Maryland) war ein US-amerikanischer Politiker (Demokratische Partei), der den Bundesstaat Wyoming im US-Senat vertrat.

## Frühe Jahre
Joseph O’Mahoney wurde in seiner Jugend sowohl auf konfessionellen als auch auf öffentlichen Schulen ausgebildet, ehe er ein Studium an der Columbia University in New York absolvierte. 1908 zog er nach Boulder in Colorado, wo er als Reporter für die Zeitung Boulder Herald arbeitete. Nach einem Umzug nach Cheyenne (Wyoming) im Jahr 1916 wurde er dort als Redakteur beim Cheyenne State Leader tätig. Von 1917 bis 1920 arbeitete er als Sekretär im Stab von US-Senator John B. Kendrick.
1920 machte O’Mahoney seinen Abschluss an der Law School der Georgetown University in Washington, woraufhin er in die Anwaltskammer aufgenommen wurde und als Jurist in Cheyenne sowie in Washington zu praktizieren begann. Von 1925 bis 1926 nahm er als Delegierter an einer Konferenz zur Vereinheitlichung der Gesetzgebung auf Staatsebene teil; zwischen 1929 und 1931 amtierte er als Prozessanwalt der Stadt Cheyenne.

## Politische Laufbahn
Seine politische Laufbahn begann mit der Mitgliedschaft im Democratic National Committee zwischen 1929 und 1934. Im Jahr 1933 wurde er zum stellvertretenden Postminister ernannt; am 31. Dezember 1933 trat er von diesem Posten zurück, weil er im US-Senat die kommissarische Nachfolge des verstorbenen John B. Kendrick antrat. O’Mahoney gewann am 6. November 1934 auch die Nachwahl zu diesem Mandat und blieb nach mehreren Bestätigungen durch die Wähler bis zum 3. Januar 1953 Senator. Während dieser Zeit übte er unter anderem den Vorsitz im Committee on Indian Affairs und im Committee on Interior and Insular Affairs aus.
1952 musste er beim erneuten Wiederwahlversuch eine Niederlage gegen Frank A. Barrett, den republikanischen Gouverneur von Wyoming, hinnehmen. Am 2. November 1954 kehrte er in den Senat zurück, wo er den Platz von Lester C. Hunt nach dessen Selbstmord einnahm. Er wurde gleichzeitig für den Rest von Hunts Amtszeit sowie für eine eigene Amtsperiode gewählt, die am 3. Januar 1961 endete. O’Mahoney trat nicht erneut an, schied aus dem Senat aus und arbeitete wieder als Jurist. Er starb im Dezember 1962 im Bethesda Naval Hospital und wurde in Cheyenne beigesetzt.